# گری دی. روچ
گری دی. روچ (انگلیسی: Gary D. Roach؛ زادهٔ ۵ فوریهٔ ۱۹۶۴) تدوین‌گر اهل ایالات متحده آمریکا است.

## تدوینگر
- ۲۰۱۴ - تک‌تیرانداز آمریکایی
- ۲۰۱۲ - جی. ادگار
- ۲۰۱۰ - آخرت
- ۲۰۰۹ - شکست‌ناپذیر
- ۲۰۰۸ - گرن تورینو
- ۲۰۰۸ - بچه جایگزین
- ۲۰۰۶ - نامه‌هایی از ایوو جیما

## بخش تدوین
- ۲۰۰۶ - پرچم‌های پدران ما دستیار تدوینگر فیلم
- ۲۰۰۴ - دختر میلیون‌دلاری دستیار تدوینگر  با عنوان فرانکی دان
- ۲۰۰۴ - زن گربه‌ای دستیار اول تدوینگر
- ۲۰۰۳ - رودخانه میستیک دستیار تدوینگر
- ۲۰۰۲ - کار خون دستیار تدوینگر فیلم
- ۲۰۰۰ - گاوچران‌های فضا دستیار تدوینگر
- ۱۹۹۹ - جرم واقعی دستیار تدوینگر فیلم
- ۱۹۹۷ - قدرت مطلق دستیار تدوینگر فیلم